# Montañas Columbia
Las montañas Columbia (del inglés: Columbia Mountains) son un grupo de cadenas montañosas de Norteamérica localizadas a caballo de la frontera entre Canadá y Estados Unidos, en el sureste de la Columbia Británica, y parcialmente en los estados de Montana, Idaho y Washington. La cordillera comprende 135.952 km², con el 75% en Canadá y el restante 25% en los Estados Unidos. Está limitada: al este,  por la fosa de las Montañas Rocosas al sur, por el río Kootenay; y al oeste, por el borde de la meseta Interior. El monte Sir Sandford, con 3.519 m, es la montaña más alta de la cadena.
Algunas clasificaciones geográficas de Estados Unidos colocan las montañas Columbia como parte del complejo de las Montañas Rocosas, pero esta designación no se aplica en Canadá (a pesar de la campaña turística del gobierno de la Columbia Británica para renombrar su porción sur como «Kootenay Rockies» [Rocosas Kootenay]).

## Cordilleras de la cadena montañosa

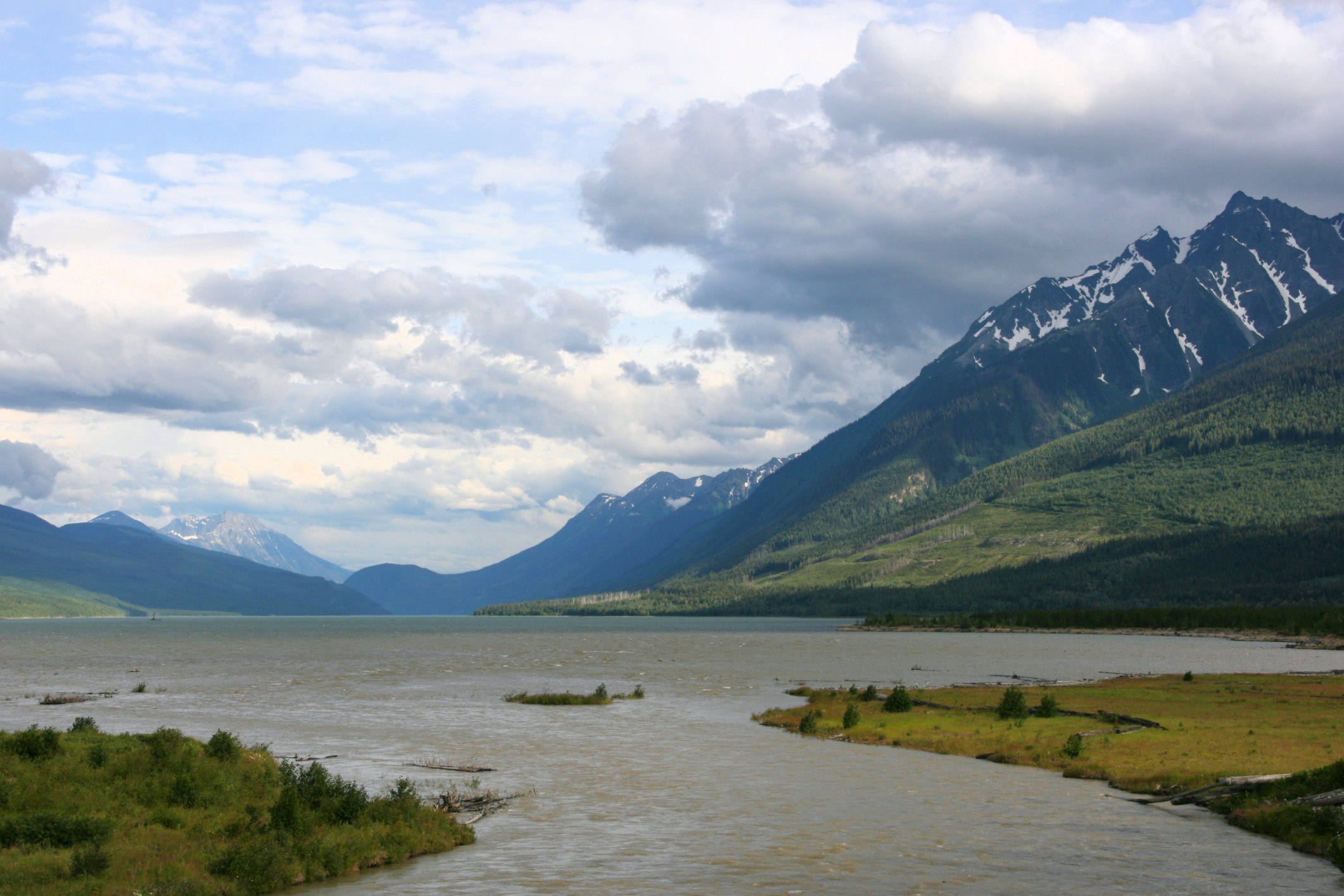
Las montañas Monashee, a la derecha del lago Kinbasket (montañas Columbia).

Las montañas Columbia se compone de cuatro grandes cordilleras:
- montañas Cariboo
  - Lunn Icefield
  - cordillera Mowdish
  - cordillera Premier
  - cresta Vimy
  - cordillera Wavy

- montañas Monashee
  - cordillera Anstey
  - cordillera Christina
  - cordillera Gold
  - cordillera Jordan
  - cordillera Kettle River
  - cordillera Malton
  - cordillera Midway
  - cordillera Ratchford
  - cordillera Rossland
  - cordillera Scrip
  - cordillera Whatshan
    - The Pinnacles

- montañas Selkirk
  - cordillera Asulkan
  - cordillera Battle
  - cordilleras Big Bend
    - cordillera Adamant
    - cordillera Sir Sandford
    - cordillera Windy

  - cordillera Bishops
  - cordillera Bonnington
  - cordillera Clachnacudainn
  - cordillera Dawson 
  - cordilleras Duncan
    - cordillera Badshot

  - cordillera Goat
  - cordillera Hermit
  - cordillera Kokanee
    - cordilleras Slocan

  - cordillera Lardeau
  - cordillera Nelson
  - cordillera Purity
  - cordillera Sir Donald
  - cordilleras Valhalla
    - cordillera Ruby

  - cordillera Valkyr
    - cordillera Norns

- montañas Purcell (montañas Percell en los Estados Unidos)
  - cordillera Carbonate
  - cordillera Dogtooth
  - grupo Farnham
  - grupo MacBeth
  - cordillera McGillivary
  - cordillera Moyie
  - cordillera Septet
  - cordillera Spillimacheen
  - Starbird Ridge
    - Commander Group

  - Stockdale Group
  - Toby Glacier
  - Truce Group
  - cordillera Yahk

Adicionalmente, algunas zonas más bajas localizadas al oeste de las cordilleras principales son a veces incluidas en la descripción de las montañas Cariboo:
- Quesnel Highland
  - cordillera Gosse
  - cordillera Palmer
  - cordillera Goose
  - cordillera Palmer
- Shuswap Highland
  - cordillera Hunters
  - cordillera Mabel
  - cordillera Park
  - cordillera Sawtooth
  - cordillera Seymour
  - cordillera Shuswap
  - Silver Hills
  - Trinity Hills
- Okanagan Highland
  - cordillera Beaverdell

Algunos sistemas de clasificación terminan las montañas Columbia en el río North Thompson, de modo que las montañas Cariboo se asignan a la meseta Interior. Donde las montañas Columbia se encuentran con la meseta Interior hay zonas intermedias conocidas como  highlands [tierras altas] - las Quesnel Highland  (flanco oeste de las Cariboos), las Shuswap Highland (al sur de las Cariboos y oeste de la septentrional Monashees), y las Okanagan Highland (al oeste de las Monashees Sur). Estas se enumeran aquí, pero a menudo se consideran parte de la meseta Interior.
Algunas clasificaciones geográficas también incluyen las montañas Cabinet y las montañas Salish que se encuentran al sur de las Purcells, entre el río Kootenai y el Clark Fork of the Columbia, pero en los sistemas de clasificación de los Estados Unidos generalmente se consideran como parte de las montañas Rocosas.
Fisiográficamente, son una provincia distinto de la mayor división del sistema fisiográfico de las montañas Rocosas.

## Montañas
Las montañas que se recogene n la tabla de la derecha son las 10 montañas más altas (en orden) existentes en las montañas Columbia.

## Pasos
Los siguientes pases se encuentran dentro o en el perímetro de las montañas Columbia:
- Paso Cedarside (ríos Fraser y Columbia, 800 m)
- Canal Flats (ríos Columbia y Kootenay)
- Rogers Pass (entre Revelstoke y Golden)
- Paso Kootenay  (entre Trail y Creston)
- Eagle Pass (entre Revelstoke y Sicamous)
- Paso Monashee (BC Hwy 6)
- Paso Bonanza (lago Christina hasta Castlegar/Rossland)